# 마누
마누(산스크리트어: मनु)는 힌두교에서 다양한 의미로 발견되는 용어이다. 초기 문헌에서는 전형적인 인간, 즉 첫 번째 인간 (인류의 시조)을 가리킨다. '인간'을 뜻하는 산스크리트어 마나수야(산스크리트어: मनुष्य) 또는 마나바(산스크리트어:  मानव)는 '마누의' 또는 '마누의 자손'을 의미한다. 후기 문헌에서는 마누가 열네 명의 지상 통치자의 칭호 또는 이름이거나, 우주가 새로 태어날 때 각 순환적 칼파 (영겁)와 함께 시작되는 왕조의 수장을 가리킨다. 마누 법전의 제목은 이 용어를 접두사로 사용하지만, 첫 번째 마누인 브라흐마의 영적 아들인 스바얌부바를 가리킨다. 힌두 우주론에서 각 칼파는 열네 개의 만반타라로 구성되며, 각 만반타라는 다른 마누가 이끈다. 현재 우주는 7번째 마누인 바이바스바타가 통치한다고 알려져 있다. 바이바스바타는 대홍수 이전에 드라비다의 왕이었다. 그는 비슈누의 마츠야 (물고기) 아바타라로부터 홍수에 대한 경고를 받고, 마츠야의 도움으로 베다, 마누의 가족, 그리고 일곱 현자를 안전하게 태운 배를 만들었다. 이 이야기는 마하바라타와 다른 몇몇 푸라나를 포함한 다른 문헌들에서 변형되어 반복된다.

## 마누 목록
각 칼파 (브라흐마의 하루) 동안 연속적으로 통치하는 14명의 마누가 있다. 현재 칼파에는 다음 마누들이 있다:

| 만반타라 | 바가바타 푸라나   | 브라흐마 푸라나        | 링가 푸라나     | 스칸다 푸라나 1   | 스칸다 푸라나 2 |
| -------- | ----------------- | ---------------------- | --------------- | ----------------- | --------------- |
| 1        | 스바얌부바        | 스바얌부바             | 스바얌부바      | 스바얌부바        | 스바얌부바      |
| 2        | 스바로치샤        | 스바로치샤             | 스바로치샤      | 스바로치샤        | 스바로치샤      |
| 3        | 웃타마            | 웃타마                 | 웃타마          | 웃타마            | 웃타마          |
| 4        | 타파사 (타마사)   | 타파사 (타마사)        | 타파사 (타마사) | 타파사 (타마사)   | 타파사 (타마사) |
| 5        | 라이바타          | 라이바타               | 라이바타        | 라이바타          | 라이바타        |
| 6        | 차크슈샤          | 차크슈샤               | 차크슈샤        | 차크슈샤          | 차크슈샤        |
| 7        | 바이바스바타      | 바이바스바타           | 바이바스바타    | 바이바스바타      | 바이바스바타    |
| 8        | 사바르니          | 사바르니               | 사바르니        | 사바르니          | 사바르니        |
| 9        | 닥샤-사바르니     | 라이브야               | 다르마          | 브라흐마-사바르니 | 바우티야        |
| 10       | 브라흐마-사바르니 | 라우치야               | 사바르니카      | 루드라-사바르니   | 라우치야        |
| 11       | 다르마-사바르니   | 네 명의 메루사바르니스 | 피상가          | 닥사-사바르니     | 다르마-사바르니 |
| 12       | 루드라-사바르니   | 네 명의 메루사바르니스 | 아피상가바      | 다르마-사바르니   | 루드라-사바르니 |
| 13       | 데바-사바르니     | 네 명의 메루사바르니스 | 사발라          | 라우치야          | 메루-사바르니   |
| 14       | 인드라-사바르니   | 네 명의 메루사바르니스 | 바르나카        | 바우티야          | 닥샤-사바르니   |

### 스바얌부바 마누
초대 마누는 브라흐마 신의 마음에서 태어난 아들이며, 샤타루파의 남편이었다. 그는 아쿠티, 데바후티, 프라수티라는 세 딸을 두었다. 데바후티는 프라자파티와 결혼하여 아홉 딸과 카필라라는 아들을 낳았다. 프라수티는 크야티와 아나수야를 포함한 여러 딸을 낳았고, 아쿠티는 야즈나라는 아들과 딸을 낳았다. 데바후티와 아쿠티의 아들인 카필라와 야즈나는 각각 비슈누의 화신이었다.
스바얌부바 마누는 그의 아내 사타루파와 함께 수난다 강변에서 고행을 수행하기 위해 숲으로 들어갔다. 어느 시점에 락샤사들이 그들을 공격했지만, 야즈나는 그의 아들들인 데미갓들과 함께 그들을 신속하게 죽였다. 야즈나는 그 후 천상의 행성들의 왕인 인드라의 자리를 직접 차지했다.
스바얌부바 마누의 거주지는 브라흐마바르타이며, 바르히스마티가 수도이다. 바르히스마티는 비슈누가 우주적인 멧돼지 형상(바라하)으로 몸을 흔들어 큰 머리카락 가닥들이 떨어져 도시로 변했을 때 형성되었다. 그에게서 떨어져 나온 더 작은 가닥들은 쿠샤와 카사 풀이 되었다.
이 만반타라에서 사프타리쉬는 마리치, 아트리, 앙기라스, 풀라하, 크라투, 풀라스티아, 바시쉬타였으며, 비슈누의 아바타라는 야즈나였다.

### 스바로치샤 마누
사프타리쉬는 우르자스탐바, 아그니, 프라나, 단티, 리샤바, 니샤라, 차르바리반이었다.
스바로치샤-만반타라에서 비슈누의 아바타라는 비부였다.
이름이 스바로치샤인 제2대 마누는 아그니의 아들이었으며, 그의 아들들은 디유마트, 수셰나, 로치슈마트를 필두로 하였다. 그는 의복을 발명하여 인류를 위해 만들었다. 그가 죽음에 임박했을 때, 데발라 리쉬는 시바의 세 번째 눈에서 태어나 스바로치샤 마누를 이어 인류를 위한 의복을 만들었다. 이 마누의 시대에는 로차나가 인드라, 천상의 행성들의 통치자가 되었고, 투시타를 필두로 한 많은 데미갓들이 있었다. 또한 우르자스탐바와 같은 많은 성스러운 인물들도 있었다. 그들 중에는 베다시라가 있었는데, 그의 아내 투시타가 비부를 낳았다. 비부는 이 만반타라를 위한 비슈누의 화신이었다. 그는 평생 브라마차리로 남아 결혼하지 않았다. 그는 8만 8천 명의 드리다-브라타스, 즉 성스러운 인물들에게 감각 제어와 고행에 대해 가르쳤다.

### 웃타마 마누
이 만반타라의 사프타리쉬는 카우쿤디히, 쿠룬디, 달라야, 상카, 프라바히타, 미타, 삼미타였다.
웃타마-만반타라에서 비슈누의 아바타라는 사티야세나였다.
프리야브라타의 아들 웃타마는 제3대 마누였으며, 그의 아들들 중에는 파바나, 스린자야, 야즈나호트라가 있었다. 이 마누의 통치 기간 동안, 프라마다를 필두로 한 바시슈타의 아들들이 일곱 성스러운 인물이 되었다. 사티야들, 데바스루타들, 바드라들은 반신이 되었고, 사티야지트는 인드라가 되었다. 다르마의 아내 순리타의 태에서 나라야나가 사티야세나로 나타나 모든 세상에 혼란을 일으킨 모든 악한 락샤사들을 그 당시 인드라였던 사티야지트와 함께 죽였다.

### 타파사 (타마사) 마누
삽타리쉬는 조티르다마, 프리투, 카브야, 차이트라, 아그니, 바나카, 피바라였다.
타파사-만반타라에서 비슈누의 아바타라는 하리였다.
제3대 마누의 형제인 타파사 (타마사라고도 불림)는 네 번째 마누였으며, 그에게는 프리투, 크야티, 나라, 케투를 포함한 열 명의 아들이 있었다. 그의 통치 기간 동안, 사티야카, 하리, 비라 등이 반신이었고, 일곱 위대한 성인들은 조티르다마를 필두로 하였으며, 트루시카가 인드라가 되었다. 하리메다는 그의 아내 하리니를 통해 하리라는 아들을 낳았는데, 그는 이 만반타라를 위한 비슈누의 화신이었다. 하리는 신자 가젠드라를 해방시키기 위해 태어났다.

### 라이바타 마누
사프타리쉬는 히란냐로마, 베다스리, 우르다바후, 베다바후, 수다만, 파르자냐, 마하무니였다.
라이바타-만반타라에서 비슈누의 아바타라는 바이쿤타였으며, 이는 동명의 비슈누의 신성한 영역과 혼동해서는 안 된다.
바이쿤타는 타마사의 쌍둥이 형제인 라이바타 마누로 왔다. 그의 아들들은 아르주나, 발리, 빈디아를 필두로 하였다. 반신들 중에는 부타라야들이 있었고, 일곱 행성을 차지한 일곱 브라흐만 중에는 히란야로마, 베다시라, 우르드바바후가 있었다.

### 차크슈샤 마누

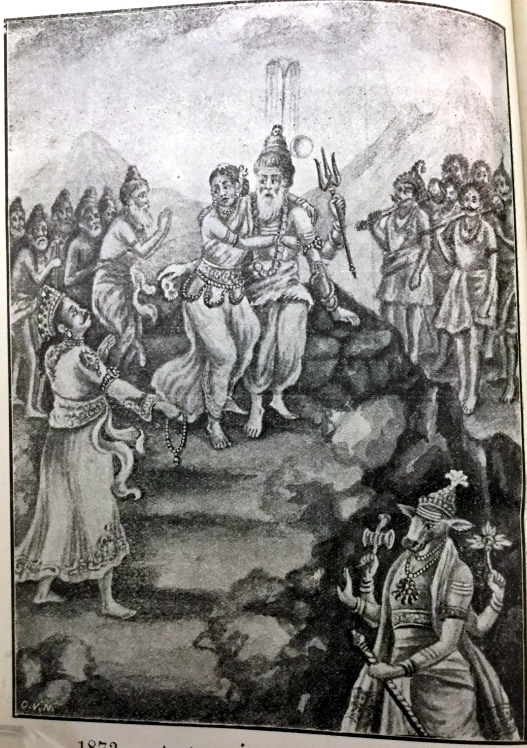
수디유므난이 루드라와 파르바티를 본다

사프타리쉬는 수메다스, 비라자스, 하비슈마트, 웃타마, 마두, 아비나만, 사히슈누였다.
차크슈샤-만반타라에서 비슈누의 아바타라는 아지타였다.
아지타는 반신 차크슈의 아들인 차크슈사 마누로 왔다. 그는 푸루, 푸루사, 수디유므나를 필두로 한 많은 아들을 두었다. 차크슈사 마누의 통치 기간 동안, 천상의 왕은 만트라드루마로 알려졌다. 반신들 중에는 아피아들이 있었고, 위대한 현자들 중에는 하비스만과 비라카가 있었다. 그는 조티슈마티라는 딸이 있었는데, 그녀는 가장 강력한 존재를 남편으로 원했다. 신들의 왕인 인드라에게 묻자, 인드라는 그의 폭풍이 바유에 의해 밀려날 수 있다고 답했다. 바유는 그의 바람이 지구를 밀어낼 수 없다고 말했으며, 따라서 지구의 남성 의인화인 부마바트가 더 강하다고 말했다. 부마바트는 비슈누와 지구를 모두 지탱하는 아디셰샤가 가장 강력하다고 말했다. 아디셰샤는 마누와 조티슈마티에게 그의 두 번째 지구 아바타라가 자신보다 강할 것이라고 말했고, 따라서 조티슈마티는 그 아바타라, 즉 크리슈나의 형제인 발라라마와 결혼하기 위해 레바티로 다시 태어났다.

### 바이바스바타 마누
일곱 번째 마누
사프타리쉬는 마리치, 아트리, 앙기라스, 풀라하, 크라투, 풀라스티아, 바시쉬타이며, 자마다그니, 카샤파, 가우타마, 비슈바미트라, 바라드바자 등도 있다. 바이바스바타-만반타라 동안 비슈누의 아바타라는 마츠야였다.
비바스반의 아들인 제7대 마누는 슈랏다데바(또는 사티야브라타) 또는 바이바스바트(비바스반의 아들)로 알려져 있다. 그는 이크슈바쿠, 나바가, 드리스타, 샤리아티, 나리샨타, 디스타(나바네디스타), 타루사(카루샤), 프르샤드라, 바수만(프람슈), 일라(수디유므나)라는 열 명의 아들을 두었다. 이 만반타라, 즉 마누의 통치 기간 동안, 반신들 중에는 아디트야, 바수, 루드라, 비스베데바, 마루트, 아슈비니-쿠마라, 르부가 있다. 천상의 왕인 인드라는 푸란다라로 알려져 있으며, 일곱 현자들은 자마다그니, 카샤파, 아트리, 바시스타, 가우타마, 아가스티아, 바라드와자로 알려져 있다.

### 수리야 사바르니 마누
삽타리쉬는 딥티마트, 갈라바, 파라슈라마, 크리파, 드라우니 또는 아슈와타마, 브야사, 리시야슈링가가 될 것이다. 사바르냐-만반타라에서 비슈누의 아바타라는 사르바바우마가 될 것이다.
제8대 마누의 시대에, 마누는 수리야 사바르니카 마누이다. 그는 수리야의 두 번째 아내 차야의 아들이다. 따라서 그는 슈랏다데바 마누의 이복형제이다. 그의 아들들은 니르모카를 필두로 하며, 반신들 중에는 수타파스가 있다. 비로차나의 아들 발리가 인드라이며, 갈라바와 파라슈라마는 일곱 현자 중 하나이다. 이 마누의 시대에, 비슈누의 아바타라는 데바구흐야의 아들인 사르바바우마가 될 것이다.

### 닥샤 사바르니 마누
삽타리쉬는 사바나, 디유티마트, 바비야, 바수, 메다티티, 조티슈만, 사탸가 될 것이다.
닥샤-사바르냐-만반타라에서 비슈누의 아바타라는 리샤바가 될 것이다.
제9대 마누는 다크샤-사바르니이다. 그는 바루나 신의 아들이다. 그의 아들들은 부타케투를 필두로 하며, 반신들 중에는 마리치 가르바스가 있다. 아드부타는 인드라이며, 일곱 현자 중에는 디유티만이 있다. 리샤바는 아이슈만과 암부다하라 사이에서 태어날 것이다.

### 브라흐마 사바르니 마누
삽타리쉬는 하비슈만, 수크리티, 사탸, 아팜무르티, 나바가, 아프라티마우자스, 사탸케트가 될 것이다.
브라흐마-사바르냐-만반타라에서 비슈누의 아바타라는 비슈박세나가 될 것이다.
제10대 마누의 시대에, 마누는 브라흐마-사바르니이다. 그는 카르티케야의 아들인 웁살로카의 아들이다. 그의 아들들 중에는 부리셰나가 있으며, 일곱 현자들은 하비슈만 등을 포함한다. 데미갓들 중에는 수바사나스가 있으며, 삼부는 인드라이다. 비슈박세나는 삼부의 친구가 될 것이며 비스바스라슈타라는 브라흐만 가문의 비슈치 태에서 태어날 것이다.

### 다르마 사바르니 마누
삽타리쉬는 니샤라, 아그니테자스, 바푸슈만, 비슈누, 아루니, 하비슈만, 아나가하가 될 것이다.
다르마-사바르냐-만반타라에서 비슈누의 아바타라는 다르마세투가 될 것이다.
제11대 마누의 시대에, 마누는 사트야 유가의 아들인 다르마-사바르니이다. 그는 사티야다르마를 필두로 한 열 명의 아들을 두었다. 반신들 중에는 비항가마스가 있으며, 인드라는 바이드리타로 알려져 있고, 일곱 현자들은 아루나 등을 포함한다. 다르마세투는 바이드리타와 아리아카 사이에서 태어날 것이다.

### 루드라 사바르니 마누
사프타리쉬는 타파스비, 수타파스, 타포무르티, 타포라티, 타포드리티, 타포디유티, 타포단이 될 것이다.
루드라-사바르냐-만반타라에서 비슈누의 아바타라는 수다마가 될 것이다.
제12대 마누의 시대에, 마누는 루드라-사바르니이며, 그의 아들들은 데바반을 필두로 한다. 반신들은 하리타 등이며, 인드라는 리타다마이고, 일곱 현자들은 타포무르티 등이다. 수다마, 또는 스바다마는 사탸사하의 아내 순리타의 태에서 태어날 것이다.
마나바 푸라나에 따르면, 루드라 사바르니 마누는 시바와 파르바티의 아들이다.

### 라우치야 또는 데바 사바르니 마누
사프타리쉬는 니르모하, 타트와데르신, 니슈프라캄파, 니루트수카, 드리티마트, 아브야야, 수타파스가 될 것이다.
데바-사바르냐-만반타라에서 비슈누의 아바타라는 요게슈와라가 될 것이다.
제13대 마누의 시대에, 마누는 데바-사바르니이다. 그의 아들들 중에는 치트라세나가 있으며, 반신들은 수카르마 등이며, 인드라는 디바스파티이고, 니르모카는 현자들 중 하나이다. 요게슈와라는 데바호트라와 브리하티 사이에서 태어날 것이다.

### 인드라 사바르니 마누
사프타리쉬는 아그니바후, 수치, 슈크라, 마가다, 그리드라, 유크타, 아지타가 될 것이다.
인드라-사바르냐-만반타라에서 비슈누의 아바타라는 브리하드바누가 될 것이다.
제14대 마누의 시대에, 마누는 인드라-사바르니이다. 그의 아들들 중에는 우루와 감비라가 있으며, 반신들은 파비트라 등이며, 인드라는 수치이고, 현자들 중에는 아그니와 바후가 있다. 브리하드바누는 비타나의 태에서 사트라야나로부터 태어날 것이다.
거의 모든 문헌은 처음 9명의 마누를 같은 이름으로 언급하지만, 그 이후의 이름들에 대해서는 많은 의견 불일치가 있다. 그러나 모두 총 14명이라는 점에는 동의한다.

## 참고 문헌
스바얌부바 마누에게 귀속되는 텍스트에는 마나바 그리햐수트라, 마나바 술바수트라 및 마나바 다르마샤스타 (마누 법전 또는 "마누의 규칙")가 포함된다.

## 자이나교에서
자이나교 신학에서는 14대 조상인 나비라자를 언급하며 그를 마누라고도 칭한다. 학자들은 이것이 자이나교 전통을 힌두 전설과 연결시킨다고 말하는데, 자이나교 전통의 14대 조상이 힌두 전설의 14명의 마누와 유사하기 때문이다. 자이나교의 마누는 1대 티르탕카라 리샤바나타(아디나타)의 아버지이다. 이 고대 이야기는 익수 (사탕수수) 가공에 대한 가장 초기 언급 중 하나를 포함한다는 점에서 중요하다.

## 같이 보기
- 아담
- 원시 인도유럽 신화, §형제들
- 미노스, 크레타의 왕, 제우스와 에우로페의 아들.
- 마누와 예모
- 만누스, 타키투스에 따르면 게르만 신화에서 인류의 조상.
- 마네스, 리디아의 왕
- 누우, 하와이 신화 속 인물로, 방주를 만들어 대홍수를 피했다.
- 여와, 중국 신화의 여신으로, 인류를 창조한 것으로 가장 잘 알려져 있다.
- 노아
- 지우수드라, 수메르 홍수 서사시의 영웅
- 아트라하시스